# Radomir Kovačević
Radomir Kovačević –en serbio, Радомир Ковачевић– (Drvar, Yugoslavia, 20 de marzo de 1954 – Belgrado, Serbia, 14 de junio de 2006) fue un deportista yugoslavo que compitió en judo.
Participó en tres Juegos Olímpicos de Verano entre los años 1976 y 1984, obteniendo una medalla de bronce en la edición de Moscú 1980 en la categoría de +95 kg. Ganó una medalla de bronce en el Campeonato Mundial de Judo de 1979, y una medalla de bronce en el Campeonato Europeo de Judo de 1976.

## Palmarés internacional
| Juegos Olímpicos   | Juegos Olímpicos | Juegos Olímpicos  | Juegos Olímpicos |
| Año                | Lugar            | Medalla           | Categoría        |
| ------------------ | ---------------- | ----------------- | ---------------- |
| 1980               | Moscú ( URSS)    | Medalla de bronce | +95 kg           |
| Campeonato Mundial |                  |                   |                  |
| Año                | Lugar            | Medalla           | Categoría        |
| 1979               | París (Francia)  | Medalla de bronce | Abierta          |
| Campeonato Europeo |                  |                   |                  |
| Año                | Lugar            | Medalla           | Categoría        |
| 1976               | Kiev (URSS)      | Medalla de bronce | Abierta          |